# Civitavecchia Calcio 1983-1984
Questa voce raccoglie le informazioni riguardanti il Civitavecchia Calcio nelle competizioni ufficiali della stagione 1983-1984.

## Rosa
| N. |                   | Ruolo | Calciatore         |
| -- | ----------------- | ----- | ------------------ |
|    | Italia (bandiera) | P     | Alessandro Biagini |
|    | Italia (bandiera) | A     | Marco Bottega      |
|    | Italia (bandiera) | C     | Davide Cacciatori  |
|    | Italia (bandiera) | C     | Fabio Casadei      |
|    | Italia (bandiera) | C     | Marco Ciannavei    |
|    | Italia (bandiera) | C     | Gaetano Colapietro |
|    | Italia (bandiera) | P     | Ernesto De Felici  |
|    | Italia (bandiera) | A     | Raoul Di Croce     |
|    | Italia (bandiera) | C     | Andrea Di Rosa     |
|    | Italia (bandiera) | D     | Marco Filippigh    |
|    | Italia (bandiera) | C     | Mauro Gondoli      |

| N. |                   | Ruolo | Calciatore          |
| -- | ----------------- | ----- | ------------------- |
|    | Italia (bandiera) | D     | Pierluigi Gorla     |
|    | Italia (bandiera) | D     | Paolo Marello       |
|    | Italia (bandiera) | C     | Silvano Olivetti    |
|    | Italia (bandiera) | A     | Francesco Palo      |
|    | Italia (bandiera) | A     | Ezio Panero         |
|    | Italia (bandiera) | D     | Primo Petronilli    |
|    | Italia (bandiera) | D     | Salvatore Polverino |
|    | Italia (bandiera) | D     | Massimo Salzano     |
|    | Italia (bandiera) | C     | Franco Tintisona    |
|    | Italia (bandiera) | C     | Carlo Vincenzi      |